# McLaren MP4/9
La McLaren MP4/9 è una monoposto di Formula 1 costruita dalla scuderia inglese McLaren, che prese parte al Campionato del Mondo 1994

## Contesto

### Passaggio ai motori Peugeot
Verso la fine del 1993 la McLaren, dopo aver fallito una trattativa con la Chrysler per la fornitura dei motori V12 della Lamborghini, già utilizzati nella massima serie da Minardi, Larrousse e Modena Team, si accorda con la Peugeot per la stagione 1994: la casa parigina esordisce dunque in Formula 1 come fornitore di motori, dopo un trascorso di successo nel Campionato del mondo sportprototipi, diventando il secondo motorista francese in griglia assieme alla Renault.

### Piloti
Cambia inoltre la coppia di piloti: Mika Häkkinen viene riconfermato come primo pilota dopo i buoni risultati ottenuti alla fine della passata stagione, mentre Ayrton Senna lascia il team anglosassone dopo sei stagioni e tre campionati del mondo vinti per accasarsi alla rivale Williams: il posto del brasiliano viene dunque assegnato all'inglese Martin Brundle, ex pilota di Tyrrell, Zakspeed, Williams, Brabham, Benetton e Ligier. 

## Tecnica

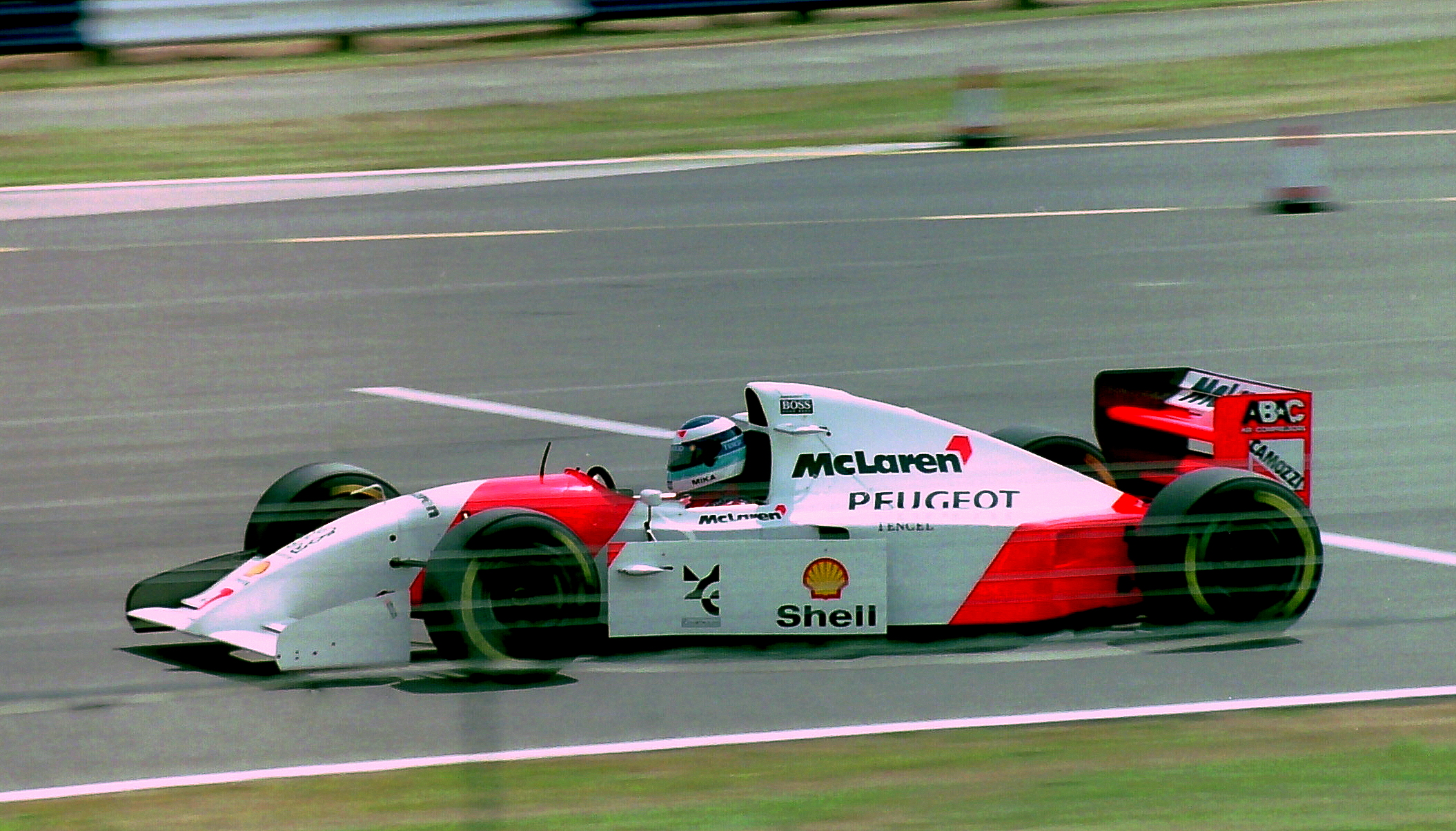
Mika Hakkinen durante il Gran Premio di Gran Bretagna

La vettura ricalcava le forme della sua antenata ed era motorizzata, per la prima (ed unica) volta con un'unità Peugeot, che aveva sviluppato il motore A4 dal prototipo Peugeot 905 che all'epoca competeva nel Gruppo C. Tale motore aveva la caratteristica di essere un V10 con bancate a 80°, sfruttando la cilindrata massima consentita di circa 3500cc e riusciva ad erogare poco più di 700 CV di potenza. Per questo motivo la macchina si rivelò poco competitiva e Hakkinen e Brundle avevano a che fare con i problemi di affidabilità di cui il motore soffriva. Solo dopo l'aggiornamento della vettura e col nuovo motore Peugeot A6 la McLaren recuperò affidabilità dal Gran Premio d'Italia, dove per la prima volta in stagione entrambe le vetture tagliarono il traguardo.
A causa dei cambiamenti nei regolamenti della Formula Uno destinati a restituire l'enfasi sulle capacità del pilota, molte tecnologie progettate per aiutare il pilota, come le sospensioni attive, i freni servoassistiti, l'ABS e il controllo di trazione, che erano presenti sulla vettura della stagione precedente, non erano più consentiti.

## Livrea

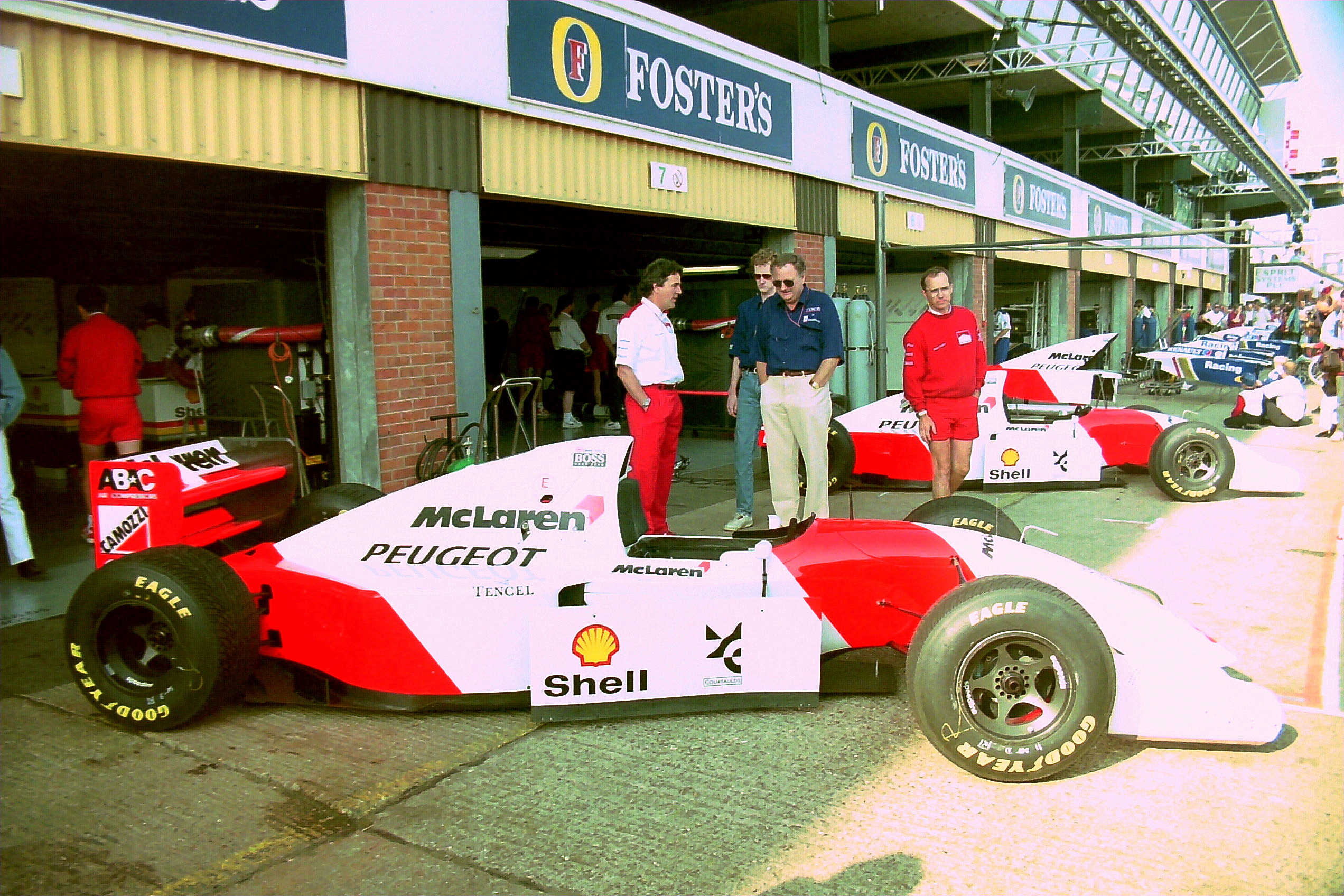
La MP4/9 di Brundle ai box a Silverstone

Anche la livrea è rimasta quasi identica a quella della MP4/8, con il logo McLaren sul cofano motore e sull'ala posteriore, affiancato dallo sponsor tecnico "Peugeot", mentre il leone, classico simbolo della casa parigina, capeggiava sul musetto con gli sponsor Shell e Goodyear.

## Attività agonistica

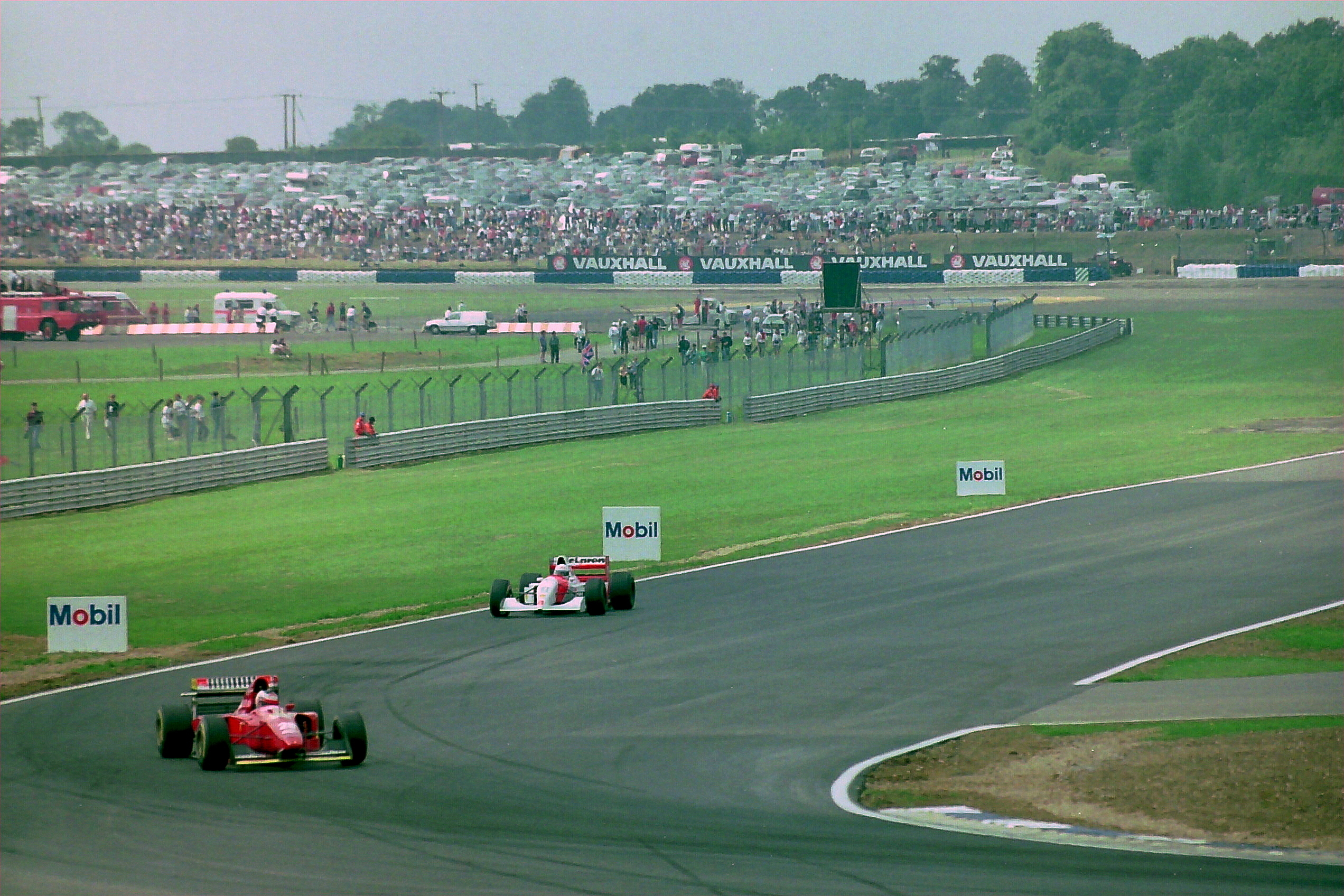
Brundle (seconda vettura) in azione a Silverstone

Il nuovo motore Peugeot si rivela essere poco affidabile, tanto che la stagione di Brundle e Hakkinen inizia nel peggiore dei modi con due doppi ritiri in Brasile e Pacifico: in 7 gare il duo McLaren colleziona già 10 ritiri e ottiene a malapena 10 punti, frutto di un terzo posto del finlandese a Imola e di un secondo posto del britannico a Monaco. 
Soltanto due mesi più tardi, Hakkinen riesce a tornare a podio a Silverstone con un altro terzo posto, ma al successivo Gran Premio di Germania è protagonista in negativo di una pericolosa collisione al via che gli costa la squalifica per un Gran Premio, venendo quindi rimpiazzato dal collaudatore Philippe Alliot, che però colleziona un ritiro in Ungheria. Nello stesso GP, Brundle perde la possibilità di andare a podio a pochi giri dal termine a causa di un problema elettrico, arrivando comunque al traguardo al quarto posto.
Hakkinen torna successivamente alla guida in Belgio, iniziando una striscia consecutiva di podi che dura per quattro gare, dove arrivano 3 terzi posti e un secondo posto mentre nelle due gare finali di stagione non raccoglie alcun punto. Brundle raccoglie invece altri 3 punti e un podio nella gara finale in Australia, prima di lasciare il team di Woking per riaccasarsi alla Ligier.
La McLaren termina dunque la stagione, che si rivela deludente messa a confronto con le stagioni precedenti, in quarta posizione nel Campionato Costruttori con 42 punti e nessuna vittoria, evento che per la squadra britannica non avveniva dal 1980. A seguito di ciò, il team principal Ron Dennis sigla un contratto a lungo termine con Mercedes-Benz per la fornitura di motori a partire dal 1995, sancendo di fatto la fine del binomio anglo-francese dopo solo una stagione che tornerà nel 2018 quando la Renault fornirà alla McLaren i motori V6 turbo-ibridi.

## Risultati
| Anno | Team    | Motore                | Gomme | Piloti   |     |     |   |     |     |     |     |     |     |     |     |   |   |     |     |    | Punti | Pos. |
| ---- | ------- | --------------------- | ----- | -------- | --- | --- | - | --- | --- | --- | --- | --- | --- | --- | --- | - | - | --- | --- | -- | ----- | ---- |
| 1994 | McLaren | Peugeot A4/A6 3.5 V10 | G     | Häkkinen | Rit | Rit | 3 | Rit | Rit | Rit | Rit | 3   | Rit |     | 2   | 3 | 3 | 3   | 7   | 12 | 42    | 4º   |
| 1994 | McLaren | Peugeot A4/A6 3.5 V10 | G     | Alliot   |     |     |   |     |     |     |     |     |     | Rit |     |   |   |     |     |    | 42    | 4º   |
| 1994 | McLaren | Peugeot A4/A6 3.5 V10 | G     | Brundle  | Rit | Rit | 8 | 2   | 11  | Rit | Rit | Rit | Rit | 4   | Rit | 5 | 6 | Rit | Rit | 3  | 42    | 4º   |